# Franz Gustav von Mitzlaff
Franz Gustav von Mitzlaff (* 3. Januar 1707 in Schwuchow; † 13. August 1789 in Frankfurt an der Oder) war ein preußischer Generalmajor und Chef des Dragonerregiments Nr. 11 sowie Amtshauptmann in Stötterlingenburg und Horneburg.

## Leben

### Herkunft
Sein Vater war Karl Gustav von Mitzlaff († Januar 1750), schwedischer Hauptmann unter Karl XII., und dessen Ehefrau Katharina Maria, geborene von Bandemer.

### Militärlaufbahn
Im Jahr 1722 wurde Mitzlaff Page bei Königin Sophie Dorothea. 1727 kam er als Junker in das Dragonerregiment „Sonsfeld“. Dort stieg Mitzlaff bis zum Major auf. Er nahm auch am Rheinfeldzug von 1734 teil. Während der Schlesischen Kriege kämpfte er in Schlacht bei Hohenfriedberg. Bei Hochkirch wurde er am Fuß verwundet. Im Siebenjährigen Krieg kämpfte Mitzlaff bei Groß Jägersdorf, Liegnitz, Torgau und Freiberg. Mitzlaff erhielt den Orden Pour le Mérite.
Im September 1766 wurde er Amtshauptmann von Horneburg. Im August 1767 wurde Mitzlaff Oberstleutnant und im Mai 1769 Oberst. Im September 1770 wurde er Chef des Dragonerregiments „Platen“ und im Mai 1771 erhielt er die Beförderung zum Generalmajor. Er verlor immer mehr von seinem Gehör und erhielt daher am 11. Mai 1778 seine erbetene Entlassung. Dazu erhielt Mitzlaff eine Pension von 800 Talern und wurde Amtshauptmann von Gatersleben. Er verzog daraufhin nach Frankfurt an der Oder, wo er am 13. August 1789 starb.

### Familie
Mitzlaff heiratet am 3. Januar 1774 in Sagan Johanna Rosine Lauterbach (* 1738), mit der er bereits einen Sohn und eine Tochter hatte.